# Pharyngolepis
Pharyngolepis es un género extinto de peces birkeniiformes que vivieron en el Silúrico, siendo la única de la familia Pharyngolepididae. Las especies tenían aletas anales y caudales bien desarrolladas, pero carecían de aletas pares o dorsales que le ayudaran a estabilizarse en el agua, por lo que probablemente era un mal nadador que permanecía cerca del fondo marino. Las aletas pectorales fueron reemplazadas por espinas óseas, posiblemente para protegerse de los depredadores, además que tenía una hilera de espinas a lo largo del lomo con el que probablemente recogía alimento del fondo marino.